# Jennifer Doudna
Jennifer Anne Doudna (Washington D. C., 19 de febrero de 1964) es una bioquímica estadounidense, catedrática de química y biología celular y molecular en la Universidad de California, Berkeley. Ha sido investigadora en el Instituto Médico Howard Hughes (HHMI) desde 1997 y desde 2018 tiene la posición de investigadora principal en los Institutos Gladstone, así como profesora en la Universidad de California en San Francisco. En 2020 fue galardonada con el Premio Nobel de Química «por el desarrollo de un método para edición genética», premio compartido con Emmanuelle Charpentier.

## Educación
Doudna era una estudiante de pregrado en la Universidad de Pomona , donde obtuvo su licenciatura en bioquímica en 1985. Los profesores de química Fred Grieman y Corwin Hansch en Pomona tuvieron un gran impacto en ella.  Comenzó su primera investigación científica en el laboratorio de la profesora Sharon Panasenko. Obtuvo su licenciatura en Bioquímica en 1985. Eligió la Escuela de Medicina de Harvard para su estudio de doctorado y obtuvo un doctorado en Química Biológica y Farmacología Molecular en 1989. Bajo la supervisión de Jack W. Szostak. Hizo su trabajo postdoctoral con Thomas Cech en la Universidad de Colorado, Boulder.

## Investigación y carrera
Durante su estancia en el laboratorio Szotak, Doudna modificó el intrón catalítico del grupo I para convertirla en una verdadera ribozima catalítica capaz de copiar plantillas de ARN. Al reconocer las limitaciones de no ser capaz de ver los mecanismos moleculares de las ribozimas, comenzó a trabajar para cristalizar y resolver la estructura tridimensional del intrón catalítico del grupo I del protozoo Tetrahymena en 1991 en el laboratorio de Cech y continuo mientras comenzaba su profesorado en la Universidad Yale en 1994. El grupo consiguió formar cristales de alta calidad, pero tuvo dificultades con el problema de las fases debido a una unión no específica de los iones metálicos. Uno de sus primeros estudiantes de posgrado, quien después se convirtió en su esposo, Jamie Cate, decidió empapar los cristales en hexamina de osmio para imitar el magnesio. Utilizando esta estrategia, fueron capaces de resolver la estructura, la segunda estructura de ARN plegado desde el ARNt. Los iones de magnesio se agrupan en el centro de la ribozima facilitando el plegamiento del ARN, de manera similar al rol del núcleo hidrofóbico en el plegamiento de una proteína.
Doudna fue ascendida al puesto de profesor de Biofísica Molecular y Bioquímica Henry Ford II en Yale en el año 2000. En el 2002, aceptó la posición como miembro de la facultad de la Universidad de California, Berkeley como profesora de Bioquímica y Biología Molecular para estar más cerca de su familia y del sincrotrón en el Laboratorio Nacional Lawrence Berkeley. Su trabajo inicial en la solución de grandes estructuras de ARN la llevaron a hacer más estudios estructurales de la ribozima del virus de hepatitis delta (HDV), el IRES y complejos proteína-ARN como la partícula de reconocimiento de señal. Su laboratorio ahora se enfoca en un entendimiento mecanístico de los procesos biológicos que involucran el ARN. Este trabajo está dividido en tres grandes áreas: el sistema CRISPR, ARN de interferencia y controles traduccionales vía micro ARN.

## Descubrimiento de la edición génica CRISPR-Cas9

CRISPR-Cas9

Doudna fue presentada a CRISPR por Jillian Banfield en 2006, quien encontró a Doudna a través de una búsqueda en Google, después de escribir "RNAi y UC Berkeley" en su navegador, y el nombre de Doudna apareció en la parte superior de la lista.
En 2012 Doudna y sus colegas realizaron un nuevo descubrimiento que reducía el tiempo de trabajo necesario para editar el ADN genómico. Su descubrimiento se basa en una proteína llamada Cas9 que se encuentra en el sistema inmune de la bacteria Streptococcus "CRISPR", y que trabaja como unas tijeras descubierto por Francisco Mojica en Alicante. La proteína ataca su presa, el ADN del virus, y lo corta. Pero Doudna y Emmanuelle Charpentier demostraron por primera vez que podían usar diferentes ARN para programarlo para cortar y editar diferentes ADN. A medida que CRISPR se usa cada vez más para editar organismos multicelulares, Doudna sigue siendo llamada para servir como líder de opinión sobre la ética de cambiar la función de un organismo usando la tecnología CRISPR. En el 2013, Doudna dio una conferencia en TED sobre los aspectos bioéticos del uso de CRISPR. Doudna apoya el uso de CRISPR en la edición de genes somáticos, alteraciones genéticas que no se transmiten a la siguiente generación, pero no en la edición de genes de la línea germinal. En 2015, junto con Emmanuelle Charpentier , recibió el Premio Breakthrough en Ciencias de la Vida por sus contribuciones a la tecnología de edición del genoma CRISPR /Cas9.
En 2020 fue galardonada con el Premio Nobel de Química«por el desarrollo de un método para edición genética». Este premio lo comparte con Emmanuelle Charpentier.

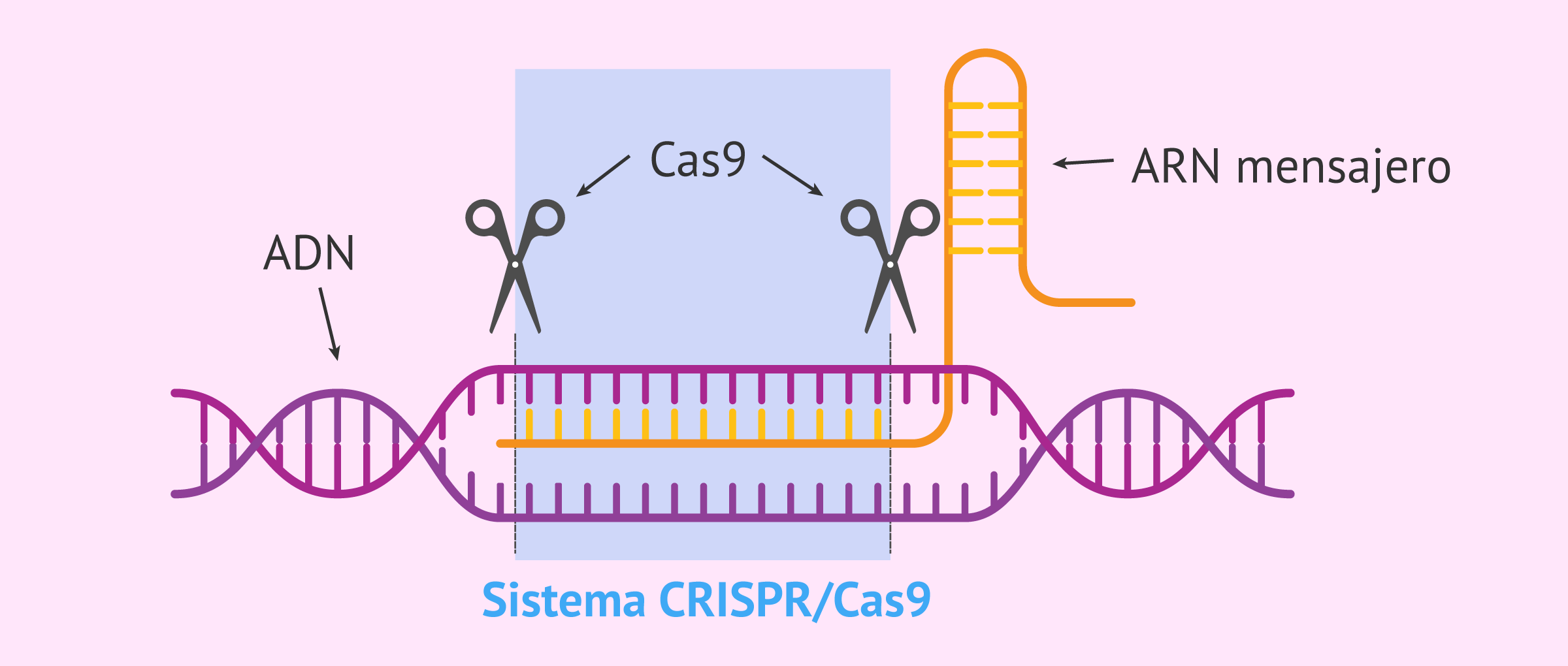
Sistema CRISPR-Cas9

## Respuesta al COVID-19
A partir de marzo de 2020, Doudna organizó un esfuerzo para utilizar tecnologías basadas en CRISPR para abordar la pandemia de COVID-19 junto con Dave Savage, Robert Tjian y otros colegas del Innovative Genomics Institute (IGI), donde crearon un centro de pruebas. Este centro procesa más de 1000 muestras de pacientes al día.  Mammoth Biosciences anunció una validación revisada por pares de un diagnóstico rápido de COVID-19 de punto de necesidad basado en CRISPR, que es más rápido y menos costoso que las pruebas basadas en qRT-PCR .

## Honores y premios
Doudna fue una Scholar Searle y recibió en 1996 el Premio Beckman a Jóvenes Investigadores, el Premio NAS para Iniciativas investigadoras en 1999, y el Premio Alan T. Waterman en el 2000. Fue elegida para la Academia Nacional de Ciencias en 2002 y el Instituto de Medicina en 2010.
- 2014 Premio Lurie en Ciencias Biomédicas de la Fundación para los Institutos Nacionales de Salud.
- 2014 Premio Dr. Paul Janssen para Investigación Biomédica y el Premio en Innovación en Ciencias de la Vida, ambos compartidos con Emmanuelle Charpentier.
- 2015 Nombrada una de las 100 personas más influyentes del mundo por la revista Time, junto con Emmanuelle Charpentier.
- 2015 Premio Princesa de Asturias, junto con Emmanuelle Charpentier.
- 2015 Premio Gruber en Genética, con Emmanuelle Charpentier.
- 2016 Premio Fundación BBVA Fronteras del Conocimiento junto con Emmanuelle Charpentier y Francisco M. Mojica.
- 2016 Premio L'Oréal-UNESCO a Mujeres en Ciencia
- 2019  Premio Harvey del Technion/Israel para el año 2018 (junto con Emmanuelle Charpentier y Feng Zhang )
- 2020 Premio Wolf en Medicina junto con Emmanuelle Charpentier.[22]
- 2020 Premio Nobel en Química en conjunto con Emmanuelle Charpentier.[23]